# Kumaso
Kumaso (熊襲) est le nom d'un peuple du Japon antique qui aurait vécu au sud de l'île de Kyūshū, au moins jusqu'à l'époque de Nara. William George Aston, dans sa traduction du Nihongi, rapporte que le nom Kumaso renvoie à deux tribus séparées, les Kuma (qui signifie « ours ») et les So (écrits avec le caractère correspondant à « attaque » ou « couche sur »). Dans sa traduction du Kojiki, Basil Hall Chamberlain note que la région est aussi connue simplement sous le nom « So » et développe une description des Yamato comme étant semblables à des ours, en fonction de leurs interactions violentes et/ou de caractères physiques distinctifs. Le peuple appelé tsuchigumo par les Yamato fournit un exemple mieux connu de la transformation d'autres tribus en monstres légendaires. Tsuchigumo - la monstrueuse « araignée des terres » de la légende — serait à l'origine une référence aux habitations au fond de fosses de ce peuple). À mesure que les Yamato se déplacent en direction du sud, les Kumaso sont assimilés ou exterminés. Torishi-Kaya (également appelé « Courageux de Kahakami »), est assassiné au cours de l'hiver 397 par le prince Yamato Takeru des Yamato qui pour l'occasion se déguise en femme lors d'un banquet.
Du point de vue géographique, Aston observe que le domaine des Kumaso recouvre les provinces historiques de Hyūga, Ōsumi et de Satsuma (contemporaines de la traduction d'Aston), c'est-à-dire les actuelles préfectures de Miyazaki et de Kagoshima.
Une théorie suggère qu'il s'agissait d'envahisseurs originaires de Bornéo, que les dirigeants des trois royaumes de la Corée moderne ont manipulés pour attaquer Yamato. En effet, à l'époque, la région de l'actuelle Corée faisait l'objet de luttes d'influence entre les autochtones, les chinois et la Cour de Yamato, tant politiques que militaires et diplomatiques. C'est pourquoi les dieux Shintō auraient conseillé l'Empereur Chuai et l'Impératrice Jingu-kōgō de régler le problème à sa racine, en coupant la source des soutiens d'outre-mer dont jouissaient les Kumasō. Chuai refusa, préférant se concentrer sur la menace en face de lui, soit les Kumaso à Kyushu. Il fut alors mystérieusement terrassé par la "providence" puis l'Impératrice Consort Jingu assuma sa mission à la place. À son retour de l'invasion, elle donna naissance à Hachiman, l'Empereur Ojin, et glorifia les dieux de Sumiyoshi-taisha qui l'avaient assistés dans sa tâche, puis procéda au fur et à mesure à l'assimilation facilitée des Kumaso.

## Personnalités des Kumaso mentionnées dans leNihongi
- Torishi-Kaya (aussi appelé « Courageux des Kumaso») : un chef des Kumaso[4].
- Atsukaya : un chef des Kumaso[5].
- Sakaya : un chef des Kumaso[5].
- Ichi-fukaya : L'empereur Keikō l'épouse en 82 AD et la tue la même année car elle est impliquée dans l'assassinat de son propre père[6].
- Ichi-kaya : sœur cadette d'Ichi-fukaya[6].